# Сааттут
Сааттут (гренл. Saattut, в старой орфографии — Sâtut) — поселение в Западной Гренландии (муниципалитет Каасуитсуп). Население составляет 243 человека (по состоянию на 2005 год). Расположен к северо-востоку от Уумманнака в системе Уумманнак-фьорда.

## Транспорт
Air Greenland обслуживает деревню в рамках государственного контракта в основном рейсами грузовых вертолетов из гелипорта Сааттут в Икерасак и Уумманнак.